# Ustav Sarajevske županije
Ustav Županije Sarajevo temeljni je pravno - politički akt Sarajevske županije. Donesen je tijekom sjednice Županijske skupštine održane 11. ožujka 1996. godine,  a temelji se na Ustavu Federacije BiH, usvojenom 1994. godine, preciznije na člancima koji propisuju osnivanje županija kao posebnih teritorijalnih i političkih jedinica. 

## Poglavlja
Ustav Sarajevske županije sastoji se od sljedećih poglavlja:
I. Opće odredbe
II. Zaštita ljudskih prava i sloboda
III. Ovlasti županije
IV. Struktura vlasti
V. Položaj općina
VI. Financiranje i imovina županije
VII. Međunarodni odnošaji
VIII. Promjene Ustava
IX. Prijelazne i završne odredbe

## Amandmani
Specifično političko ozračje u BiH reflektiralo se i na temeljni akt Županije Sarajevo, tako da je u njega ugrađeno više od četrdeset amandmana, kojima je prvotni tekst u velikoj mjeri izmijenjen, odnosno dorađen.

## Vanjske poveznice
- O amandmanu 43